# Terremoto de Keichō de 1605
El terremoto de Keichō (慶長地震 Keichō-jishin?) ocurrió alrededor de las 20:00 hora local del 3 de febrero de 1605 en Japón. Tuvo una magnitud estimada de 7,9 en la escala de magnitud de onda superficial y desencadenó un tsunami devastador que provocó miles de muertes en las regiones de Nankai y Tōkai de Japón. No está claro si hubo dos terremotos separados por un breve intervalo de tiempo o un solo evento. Se le conoce como un terremoto de tsunami, en el sentido de que el tamaño del tsunami superó con creces lo esperado por la magnitud del terremoto.

## Fondo
La costa sur de Honshu corre paralela al canal de Nankai, que marca la subducción de la placa del mar de Filipinas debajo de la placa euroasiática. El movimiento en este límite de placa convergente conduce a muchos terremotos, algunos de ellos del tipo megaterremoto. El megaempuje de Nankai tiene cinco segmentos distintos que pueden romperse de forma independiente, los segmentos se han roto por separado o juntos repetidamente durante los últimos 1.300 años. Los megaterremotos en esta estructura tienden a ocurrir en pares, con una brecha de tiempo relativamente corta entre ellos, aunque en el terremoto de Hōei de 1707 se cree que todos los segmentos se rompieron a la vez. En 1854 hubo dos terremotos con un día de diferencia y hubo terremotos similares en 1944 y 1946. En cada caso, el segmento noreste se rompió antes que el segmento suroeste. En el evento de 1605, hay evidencia de dos terremotos distintos, pero no se distinguen por todas las fuentes históricas y algunos sismólogos sugieren que solo se rompió el segmento Nankai del megaempuje.

## Terremoto
Hay muy pocos informes de temblores asociados con este terremoto, y la mayoría de los registros históricos solo mencionan el tsunami. Esto ha llevado a los sismólogos a interpretar esto como un 'terremoto de tsunami', que probablemente involucra una velocidad de ruptura lenta que causa poca sacudida observada mientras genera un gran tsunami.

## Tsunami
Los registros de este tsunami son bastante escasos, pero las alturas máximas de las olas son mayores que las registradas para los tsunamis de Hōei de 1707 o de Ansei de 1854 en áreas de la costa sur de Shikoku donde se pueden comparar. La extensión regional de este tsunami está respaldada por el descubrimiento de depósitos de tsunami en la parte noreste de la península de Kii y en el lago Hamana relacionados con este evento. También se informó de víctimas del tsunami en Kyushu.

## Daños
No hubo daños reportados asociados con el terremoto en sí. Al menos 700 casas fueron arrasadas en Hiro, en la actual prefectura de Wakayama, y 80 en Arai, en lo que ahora es la prefectura de Shizuoka. Se informó que los castillos fueron destruidos o dañados en Tahara en la península de Atsumi; el torreón principal del castillo de Kakegawa también fue destruido. El número total de víctimas es incierto ya que los registros son incompletos y contradictorios, pero las estimaciones son del orden de miles.